# Syrena

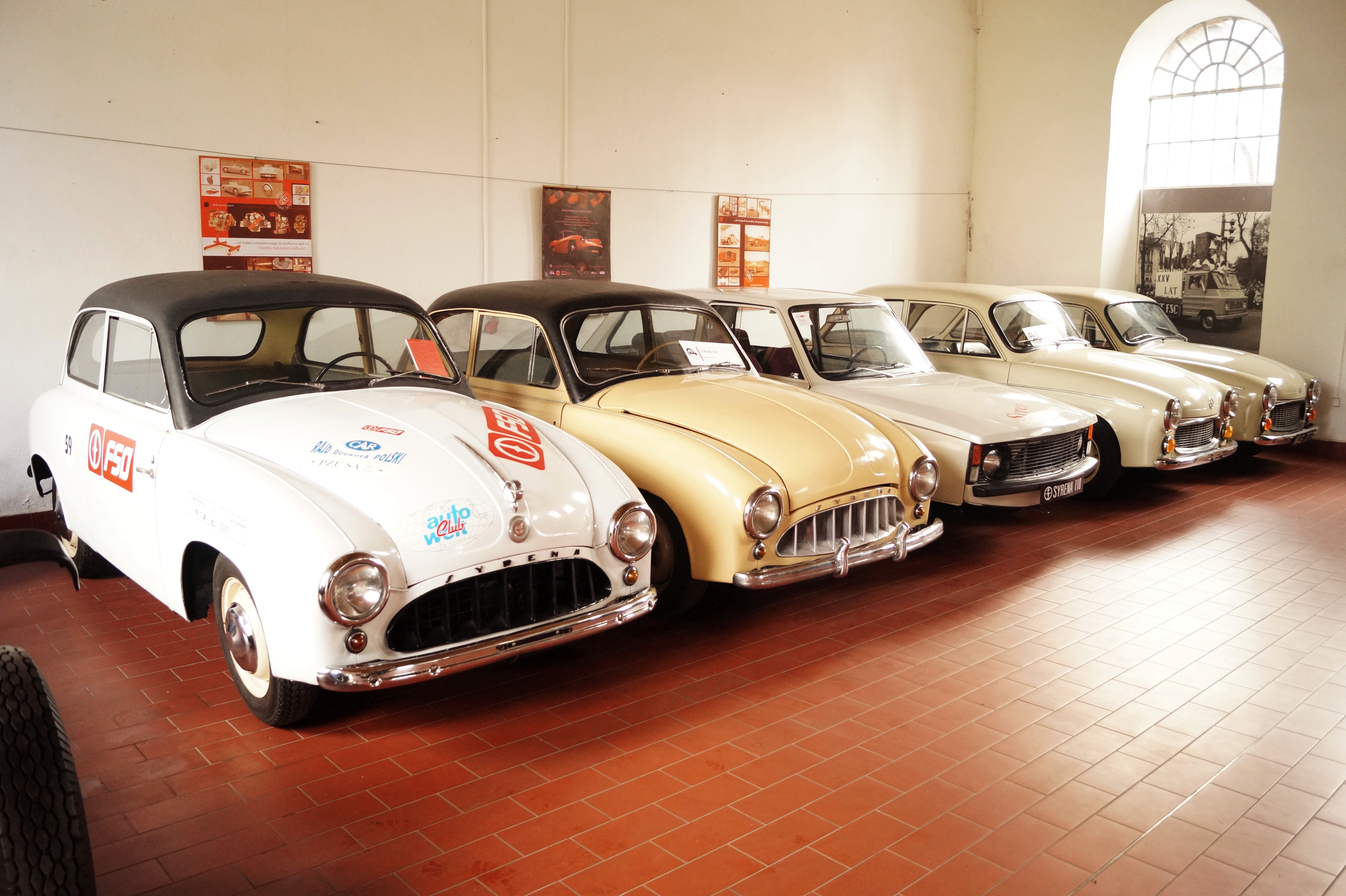
Mehrere Syrena in einem Museum

Syrena war eine Pkw-Modellreihe aus Polen. Sie wurde von zwei verschiedenen Unternehmen hergestellt. Der Name Syrena (polnisch für Meerjungfrau) lässt sich auf die Warschauer Seejungfer im Warschauer Stadtwappen zurückführen.

## Modellgeschichte
Fabryka Samochodów Osobowych, kurz FSO, aus Warschau entwickelte die Wagen und präsentierte 1955 auf der Industrieausstellung in den Gebäuden der Internationalen Messe Poznań in Posen die ersten Fahrzeuge. Die Serienfertigung bei FSO lief von 1957 bis 1972. Anschließend übernahm das Unternehmen Fabryka Samochodów Małolitrażowych, kurz FSM, aus Bielsko-Biała die Produktion. Am 30. Juni 1983 endete die Fertigung. Ursprünglich waren die Fahrzeuge nur als Zwischentyp eingeplant. Als geplanter Nachfolger des Syrena wurde 1980 auf der 52. Messe in Posen der Fiat Panda präsentiert. Dieser sollte den Syrena 1982 ablösen. Tatsächlich wurde der Panda aber nicht in Polen gebaut, und der Syrena verblieb ohne Nachfolgemodell, sodass eine erhebliche Angebotslücke im heimischen Pkw-Bau verblieb.

## Limousinen

### Allgemein
Die Basis der Fahrzeuge bildete ein Kastenrahmen. Darauf wurde eine zweitürige Karosserie montiert. Es war eine Limousine mit Stufenheck. Der Zweitaktmotor mit Wasserkühlung war vorne im Fahrzeug eingebaut und trieb die Vorderräder an. Das Vierganggetriebe wurde über einen Schalthebel am Lenkrad betätigt. Der Radstand betrug 230 cm.

### Prototypen
Die Prototypen aus der Zeit ab 1955 hatten einen Lufteinlass mit acht vertikalen Streben. Oberhalb davon befanden sich die Großbuchstaben SYRENA auf dem Frontblech. Darüber folgte die Motorhaube. Der Zweizylinder-Reihenmotor hatte 76 mm Bohrung und 82 mm Hub. Das ergab 744 cm³ Hubraum und 27 PS Leistung. Der Tank war vorne im Fahrzeug untergebracht. Die Türen waren an der B-Säule angeschlagen. Die Scheibenwischer verliefen nicht gleichlaufend, was später geändert wurde.

### 100
1957 erschien die Serienausführung. Der Lufteinlass hatte drei waagerechte Chromstreben, von denen die obere an den Seiten abgerundet war und bis unten ging. Darüber kam sofort die Motorhaube, auf der das FSO-Logo prangte. Für März 1960 ist angegeben, dass der dritte und vierte Gang des Getriebes synchronisiert waren, wobei unklar bleibt, wie es vorher war. Die Spurweite betrug zumindest ab 1960 einheitlich 120 cm. Zu der Zeit sind 408 cm Länge, 155 cm Breite und 152 cm Höhe angegeben. Als Leergewicht sind Werte von 880 kg und 874 kg überliefert. Am Heck befanden sich übereinander ein rundes und ein rechteckiges Rücklicht, beide in rot. Der Kofferraumdeckel reichte bis an die hintere Stoßstange.
Laut einer Quelle entstanden 4895 Fahrzeuge zwischen 1957 und 1960.

### 101
1960 folgte der 101. Die Daten änderten sich nicht. Viele Fahrzeuge hatten nun eine seitliche Zierleiste je Fahrzeugseite, wobei unklar bleibt, ob sie serienmäßig war. Sie verlief unterhalb des Türgriffs, machte hinter der Tür einen Abwärtsschwung und verlief dann horizontal weiter. Das runde Rücklicht war nun gelb, war also offensichtlich der Blinker. Der Kofferraumdeckel war in den meisten Fällen gekürzt und reichte nicht mehr bis an die Stoßstange. Dazwischen war Platz für das Kraftfahrzeugkennzeichen. Für März 1962 sind in einer Quelle 30 PS und 870 kg Leergewicht angegeben.
Laut einer Quelle entstanden 8347 Fahrzeuge zwischen 1960 und 1962.
|                       | 101 (Baujahr 1960–1962)                        |
| --------------------- | ---------------------------------------------- |
| Bauzeit               | 1960–1962                                      |
| Motor                 | Zweizylinder-Zweitakt-Ottomotor, wassergekühlt |
| Bohrung × Hub         | 76 × 82 mm                                     |
| Hubraum               | 744 cm³                                        |
| Verdichtung           | ?:1                                            |
| Leistung              | 27 PS / 3800 min−1                             |
| Drehmoment            | ? kpm / ? min−1                                |
| Getriebe              | 4-Gang-Schaltgetriebe                          |
| Fahrgestell           | Rahmenbauweise                                 |
| Federung vorn         | Querblattfeder                                 |
| Federung hinten       | Querblattfeder                                 |
| Bremsen               | Trommeln vorn/hinten                           |
| Bereifung             |                                                |
| Radstand              | 2300 mm                                        |
| Länge × Breite × Höhe | 4085 mm × 1560 mm × 1530 mm                    |
| Leergewicht           | 910 kg                                         |
| Höchstgeschwindigkeit | 100–105 km/h                                   |
| Stückzahl             | 8347                                           |

### 102
1962 folgte der 102. Die hintere Spurweite betrug nun 124 cm. Als Höhe sind nur noch 145 cm angegeben und als Leergewicht 900 kg. Der Motor leistete laut einer Quelle wieder 27 PS. Am Heck befanden sich nun einteilige Rückleuchten, die im oberen Bereich gelb und im unteren Bereich rot waren. Auf verschiedenen Fotos sind Rückstrahler zu erkennen.
Es gab auch eine Variante als 102 S. Er hatte einen Dreizylinder-Reihenmotor vom Wartburg 311. Er hatte 73,5 mm Bohrung, 78 mm Hub, 993 cm³ Hubraum und 45 PS Leistung. Kühlergrill und Zierleiste waren Unterscheidungsmerkmale.
Laut einer Quelle entstanden 11.141 Fahrzeuge zwischen 1962 und 1963 sowie 141 vom 102 S nur 1963.

### 103
1963 folgte der 103. An der Front befand sich nun ein Kühlergitter mit 15 vertikalen und 10 horizontalen Streben. Der Motor leistete 30 PS. Als Fahrzeughöhe sind 151 cm angegeben. Zwischen der Heckscheibe und dem Kofferraumdeckel befand sich auf der rechten Seite der Tankstutzen.
Zeitgleich gab es den 103 S. Er hatte den bereits erwähnten Wartburg-Motor, der hier mit 40 PS angegeben war. Das Getriebe mit Synchronisation in den Gängen zwei bis vier stammte ebenfalls vom Wartburg. Als Leergewicht sind 950 kg angegeben. Eine Abbildung zeigt eine breitere Zierleiste.
Laut einer Quelle entstanden 29.767 Fahrzeuge zwischen 1963 und 1966 sowie 391 vom 103 S nur 1964.

### 104
1966 erschien der 104. Er hatte einen anderen Dreizylindermotor. 70 mm Bohrung und 73 mm Hub ergaben 843 cm³ Hubraum und 40 PS Leistung. Das Vierganggetriebe war vollsynchronisiert. Die vorderen Blinker waren wesentlich größer als vorher. Die seitliche Zierleiste befand sich auf Höhe des Türgriffs. Sie machte hinter der Tür nur einen kleinen Schwung nach unten, um dann bis hinten leicht abzufallen. Es gibt aber auch Fotos von Fahrzeugen ohne Zierleiste. Für dieses Modell sind 404 cm Länge, 156 cm Breite und 151,5 cm Höhe angegeben. Das Leergewicht betrug 910 kg.
Laut einer Quelle entstanden 113.689 Fahrzeuge zwischen 1964 und 1972, wobei die Serienfertigung erst 1966 begann. Im Jahr 1970 betrug der Jahresausstoß 18 000 Fahrzeuge.

### 105
1972 folgte der 105. Die Türen waren an der A-Säule angeschlagen. Der Türgriff war höher angebracht als beim Vorgänger, befand sich somit oberhalb der Zierleiste. Die ersten Fahrzeuge wurden noch bei FSO gebaut, hatten also das FSO-Emblem auf der Motorhaube. Nachdem FSM im gleichen Jahr die Montage übernommen hatte, wurde das FSM-Logo auf der Motorhaube angebracht.
Laut einer Quelle entstanden 3571 Fahrzeuge bei FSO 1972.
|                       | 105 (Baujahr 1972–1983)                                     |
| --------------------- | ----------------------------------------------------------- |
| Bauzeit               | 1972–1983                                                   |
| Motor                 | Dreizylinder-Zweitakt-Ottomotor, wassergekühlt              |
| Bohrung × Hub         | 70 × 73 mm                                                  |
| Hubraum               | 842 cm³                                                     |
| Verdichtung           | 7,2 : 1                                                     |
| Leistung              | 40 PS / 4300 min−1                                          |
| Drehmoment            | 80 kpm / 2750 min−1                                         |
| Getriebe              | 4-Gang-Schaltgetriebe                                       |
| Fahrgestell           | Rahmenbauweise                                              |
| Federung vorn         | Querblattfeder                                              |
| Federung hinten       | Querblattfeder                                              |
| Bremsen               | Trommeln vorn/hinten                                        |
| Bereifung             | 5.60 X 15                                                   |
| Radstand              | 2300 mm                                                     |
| Länge × Breite × Höhe | 4040 mm × 1560 mm × 1515 mm                                 |
| Leergewicht           | 850 kg                                                      |
| Höchstgeschwindigkeit | 120 km/h                                                    |
| Stückzahl             | 344.077 (zwischen 1975 und 1980 35.500 bis 38.000 pro Jahr) |

### Optische Unterscheidungsmerkmale

Fahrzeugheck
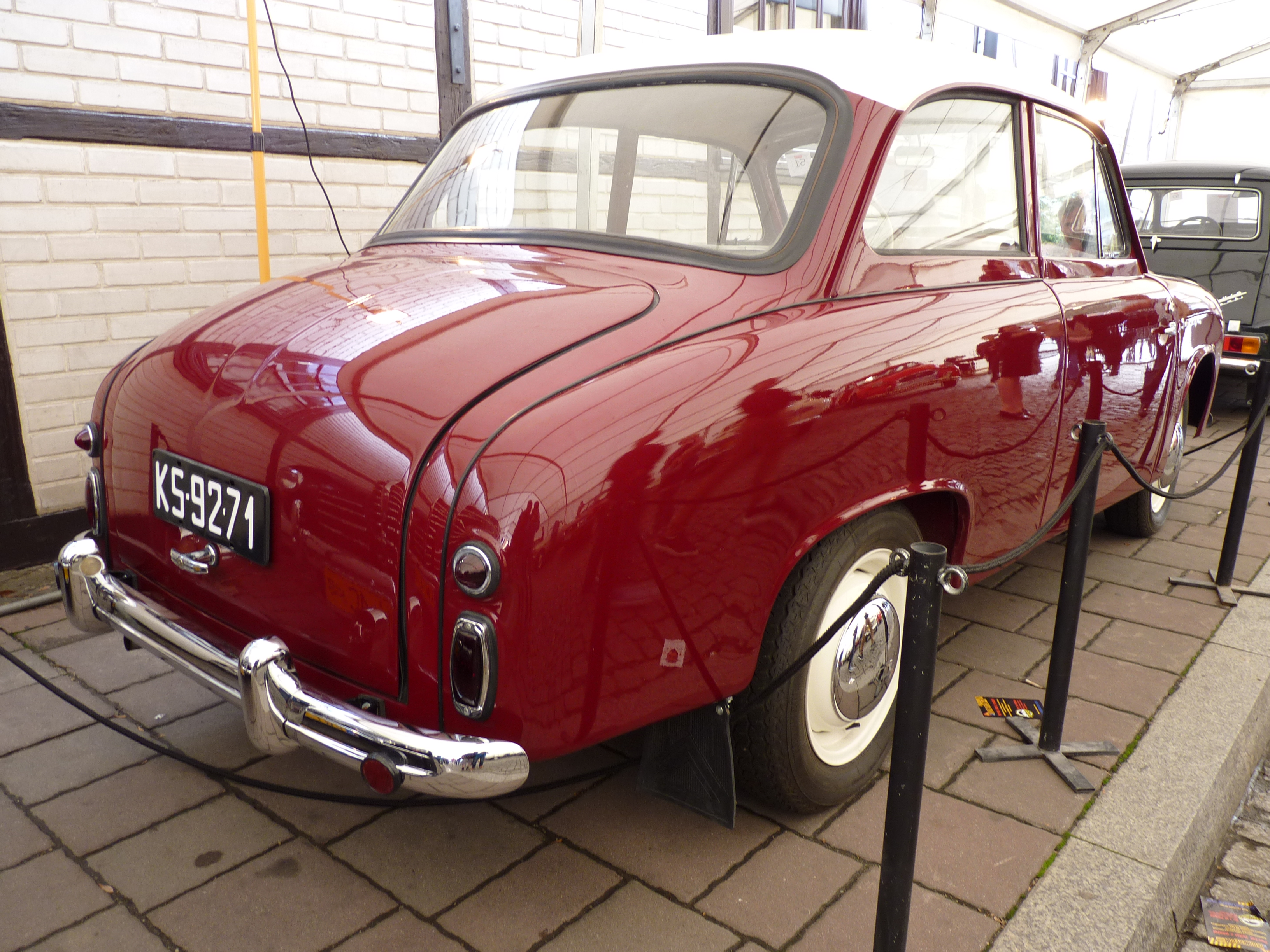
100: Runder gelber Blinker über rechteckigem Rücklicht in rot, Kofferraumdeckel bis Stoßstange
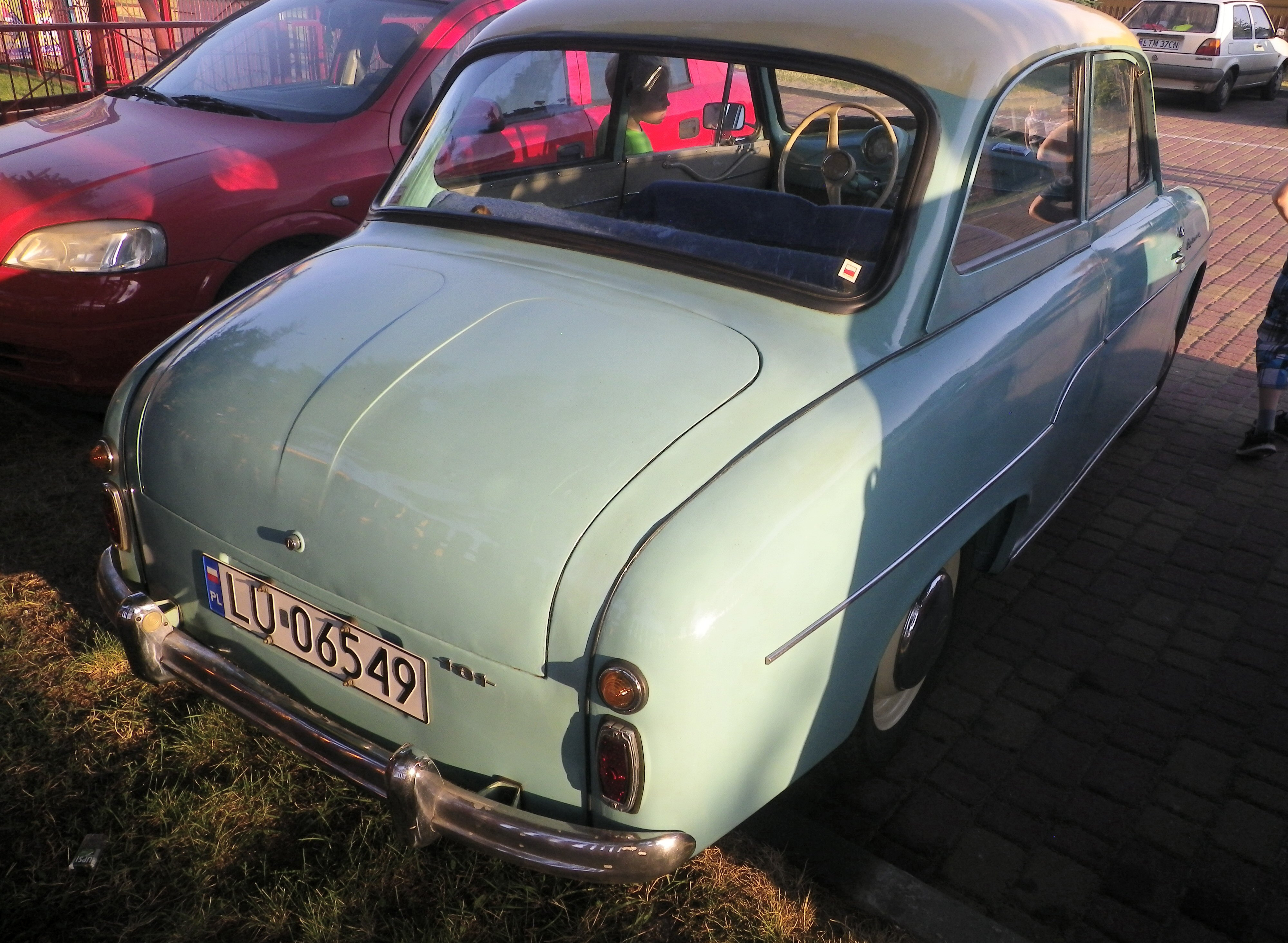
101: Runder gelber Blinker über rotem rechteckigen Rücklicht, oft Kofferraumdeckel kürzer, darunter Kfz-Kennzeichen
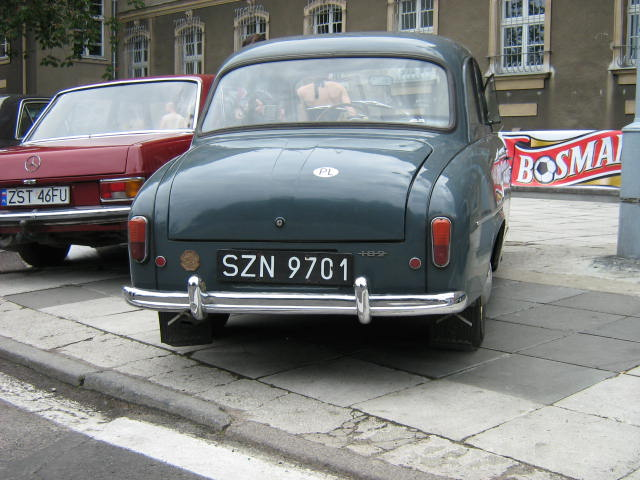
102: Einzelne Rückleuchte mit gelbem und roten Bereich, Rückstrahler variieren
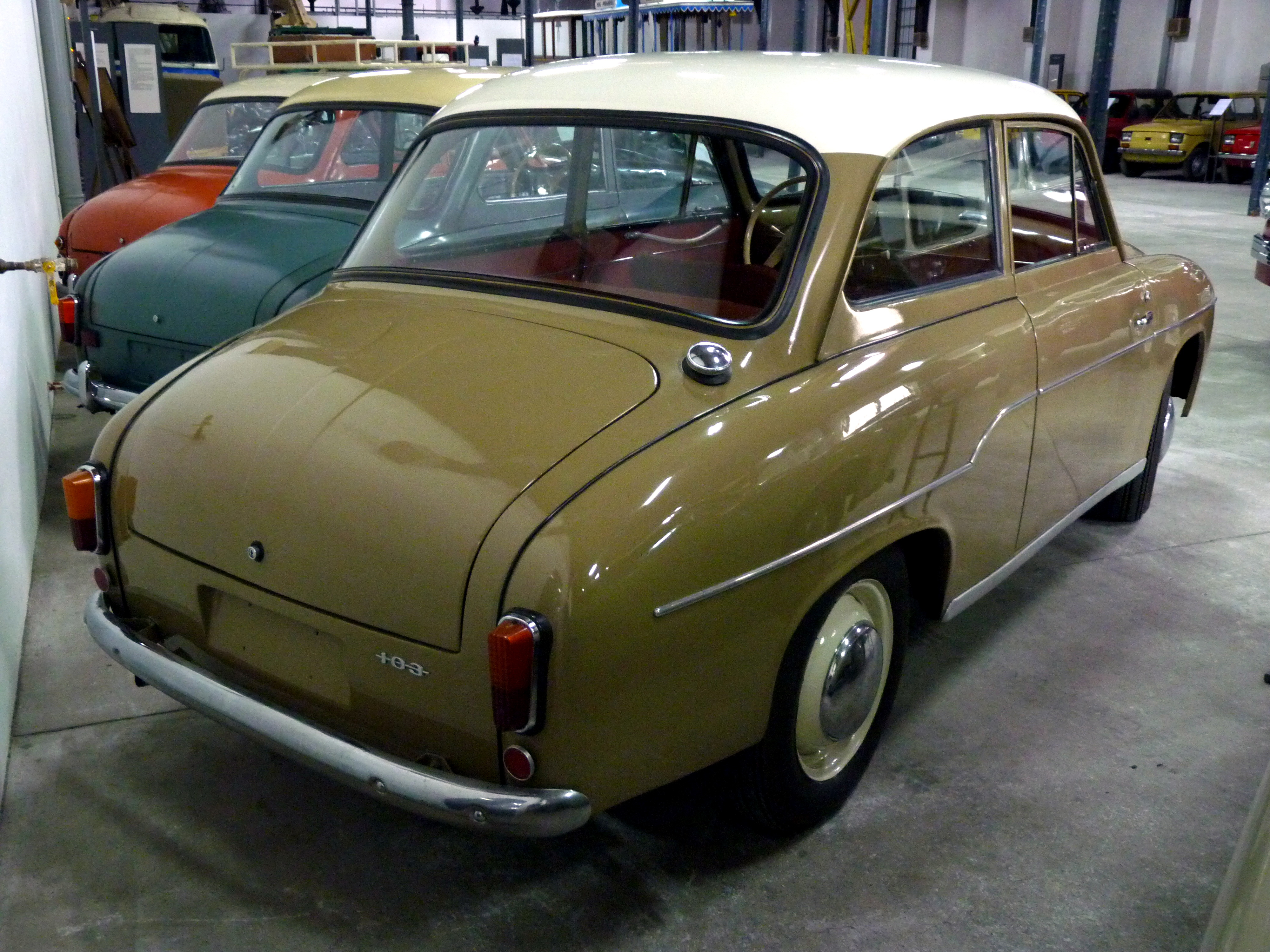
103, 104 und 105: Tankstutzen zwischen Heckscheibe und Kofferraumdeckel

Fahrzeugfront
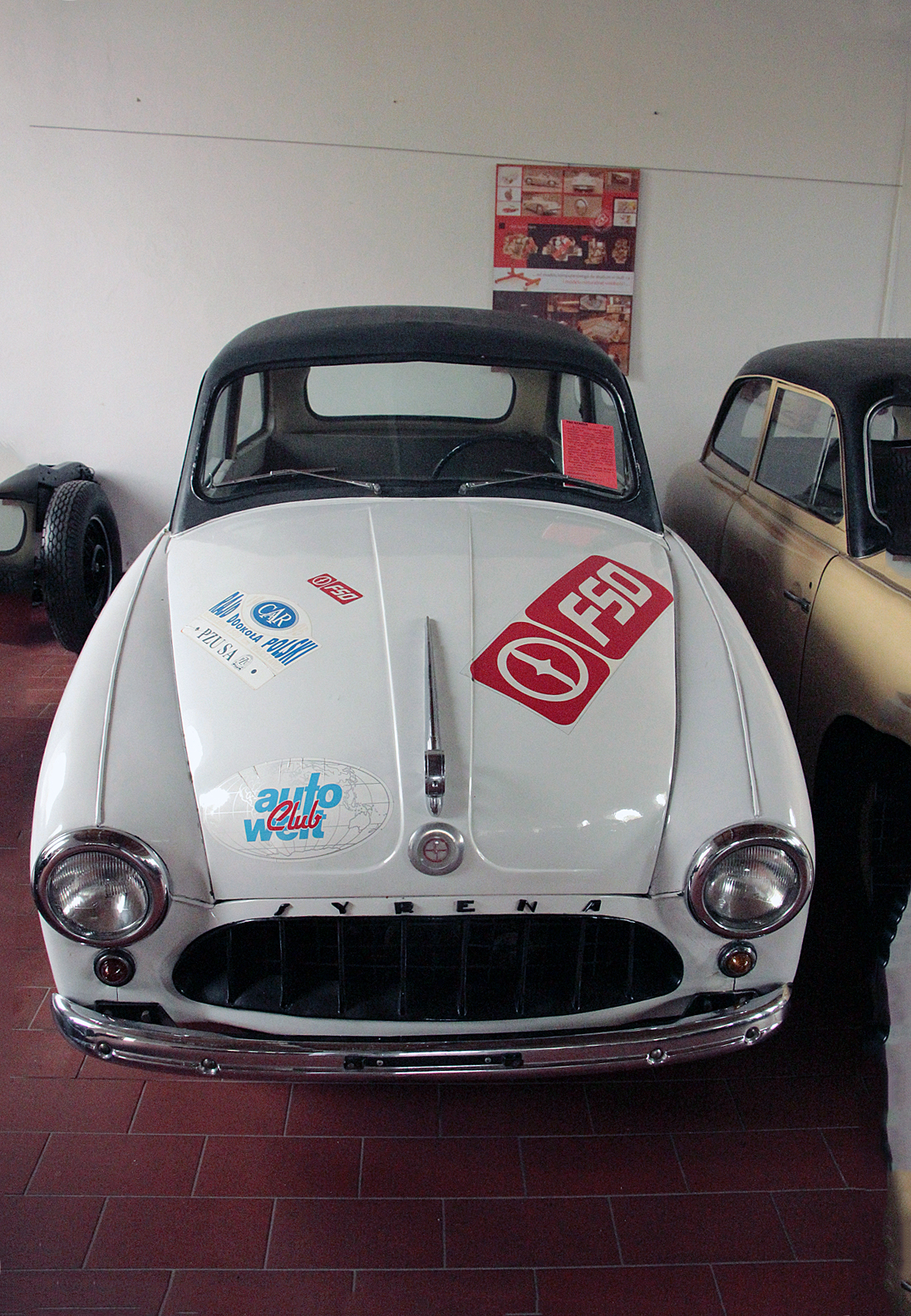
Prototypen: Lufteinlass mit 8 vertikalen Streben, darüber in Großbuchstaben SYRENA auf dem Frontblech, darüber die Motorhaube
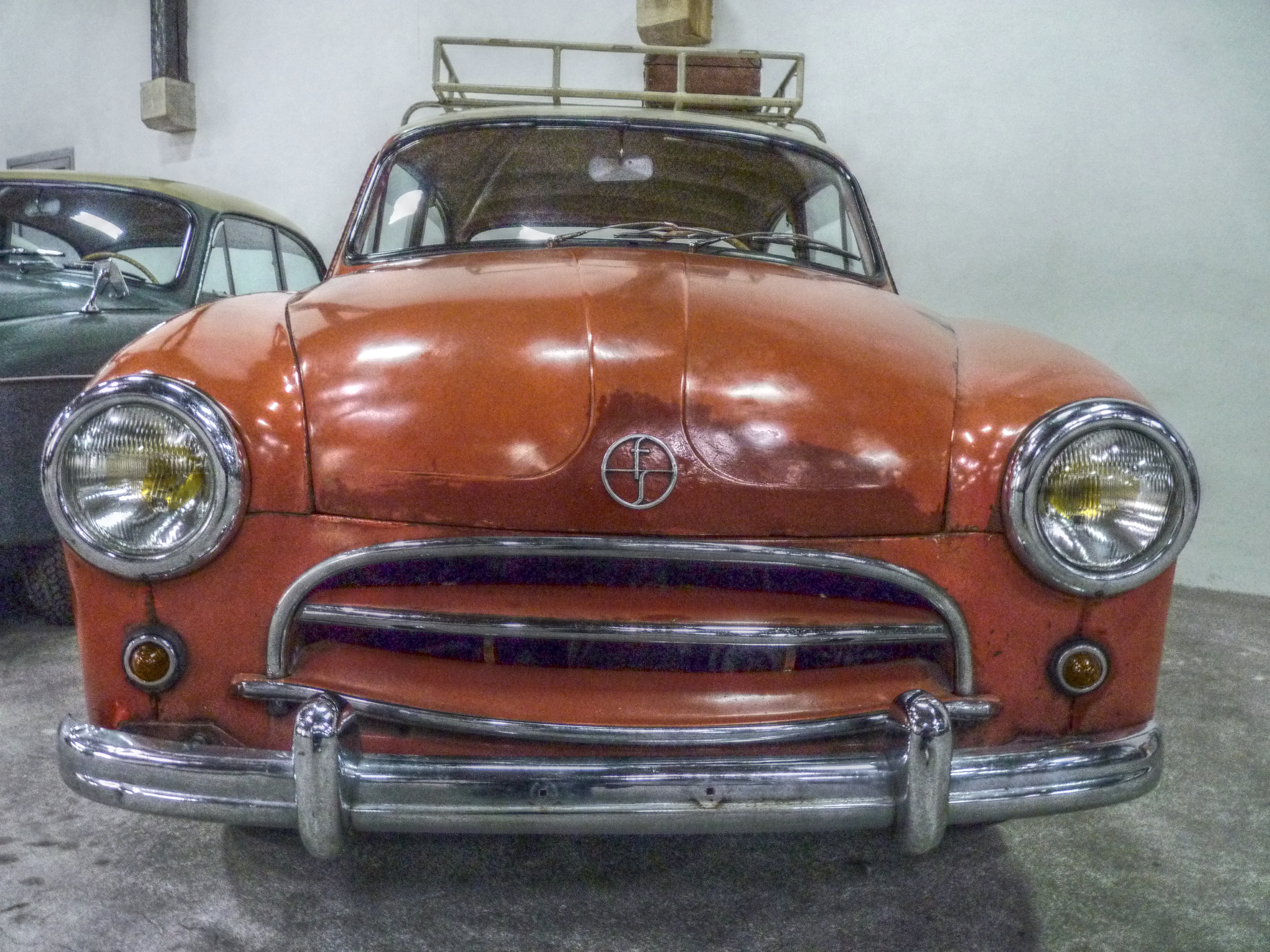
100, 101 und 102: 2 horizontale Streben unterhalb einer halbrunden Stromstrebe, darüber sofort die Motorhaube
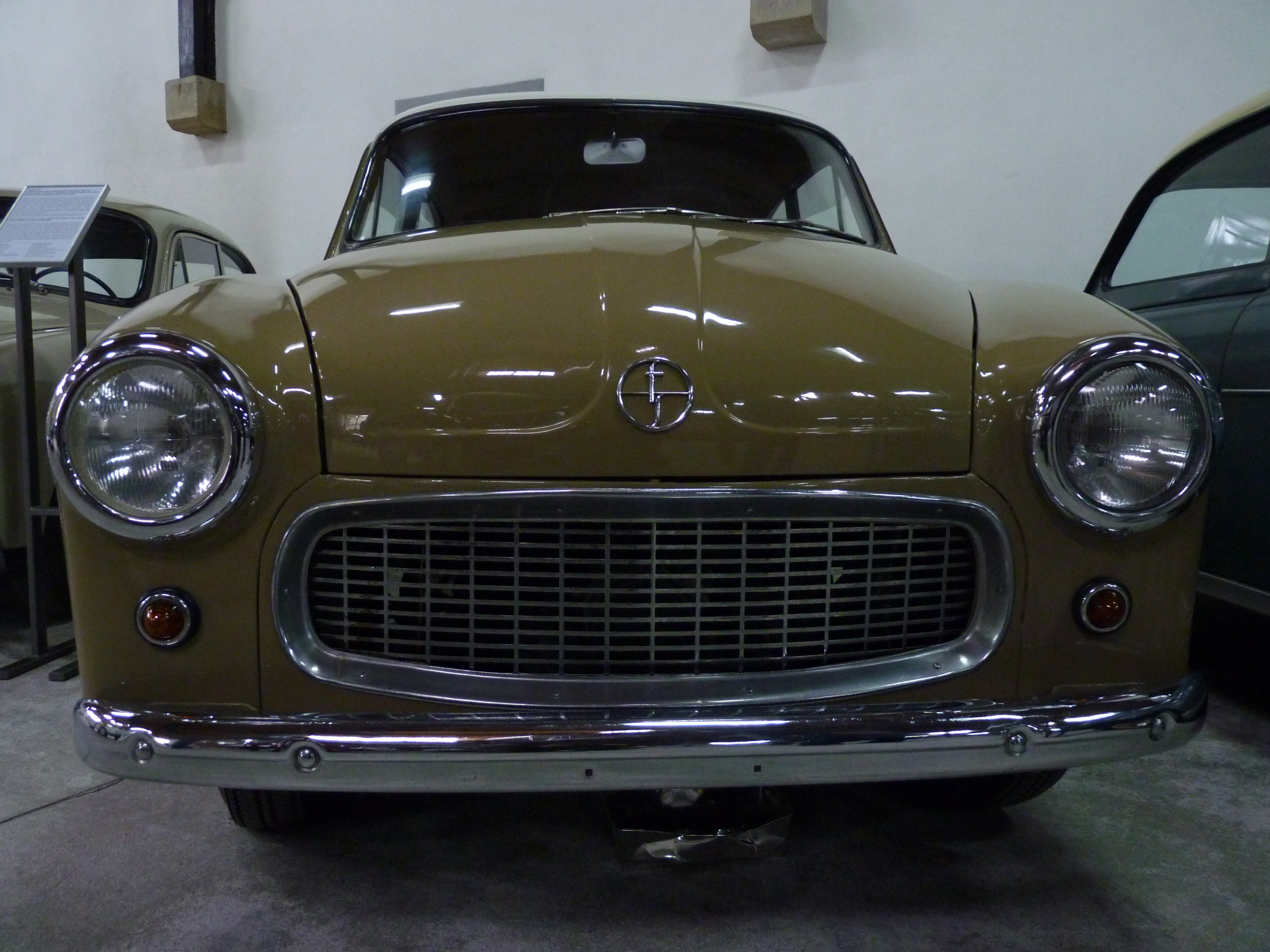
103: Kühlergrill mit 15 vertikalen und 10 horizontalen Streben, weiterhin kleine Blinker
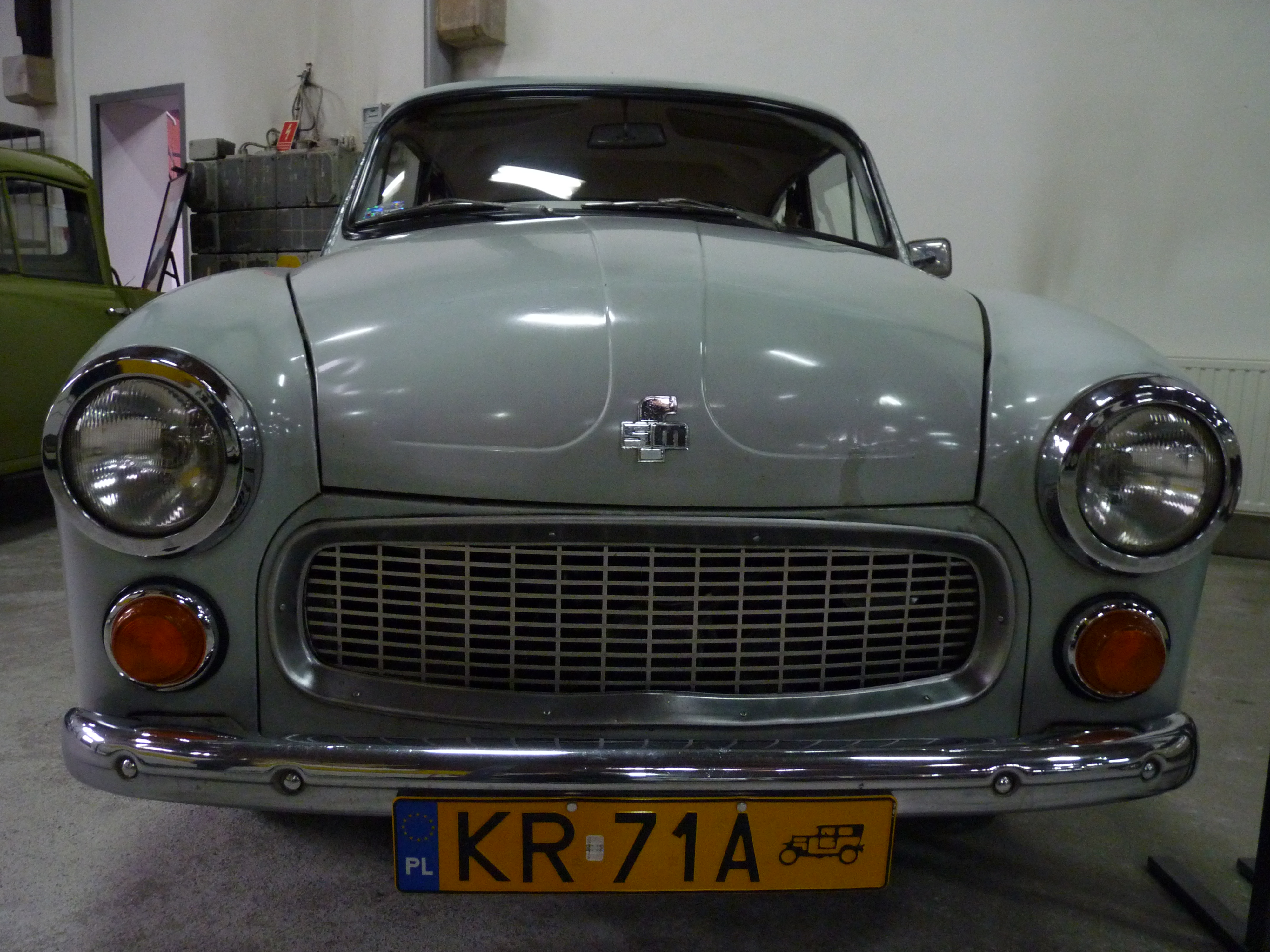
104 und 105: Große Blinker

Fahrzeugseite
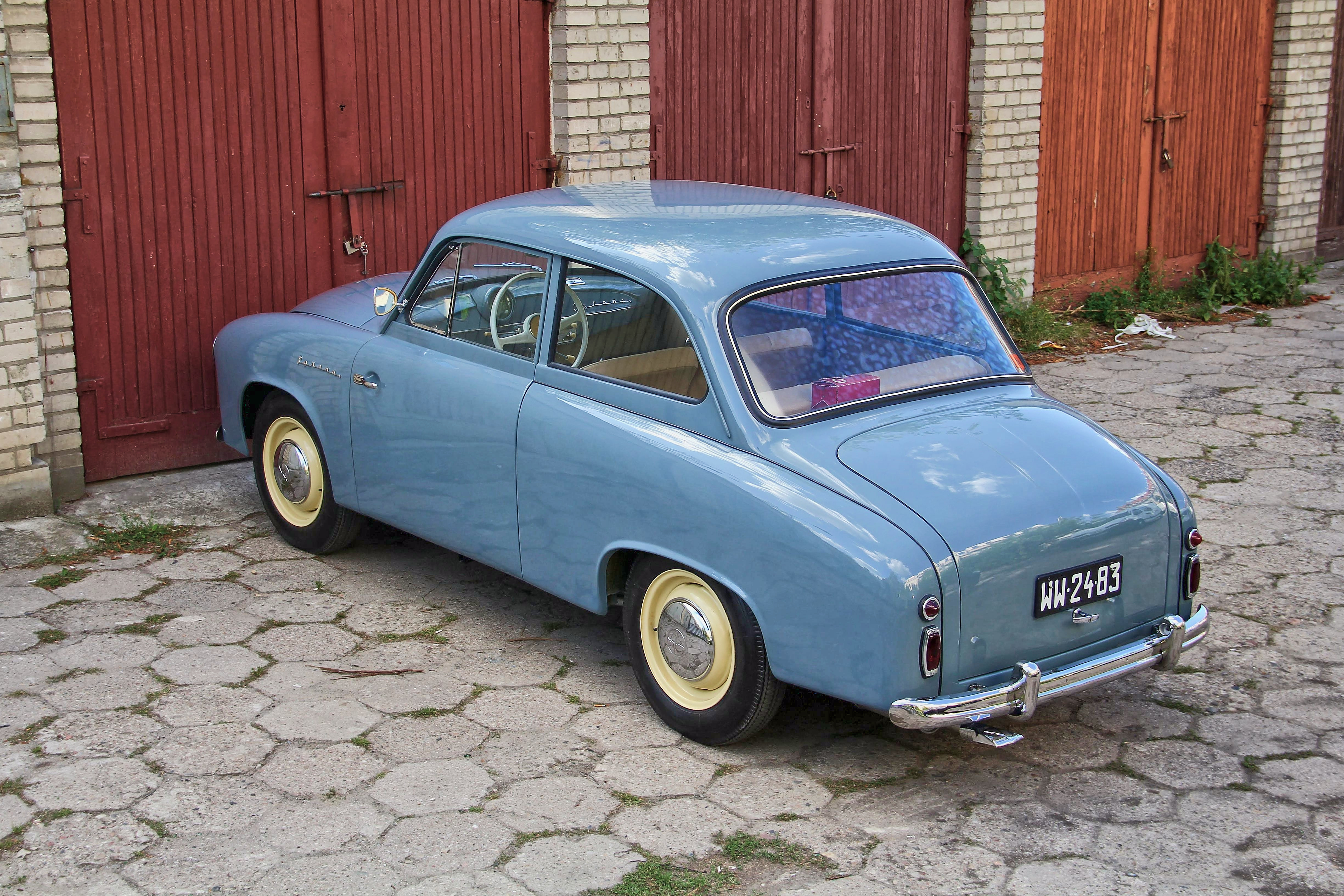
Prototypen und 100: Tür hinten angeschlagen, ohne Zierleiste
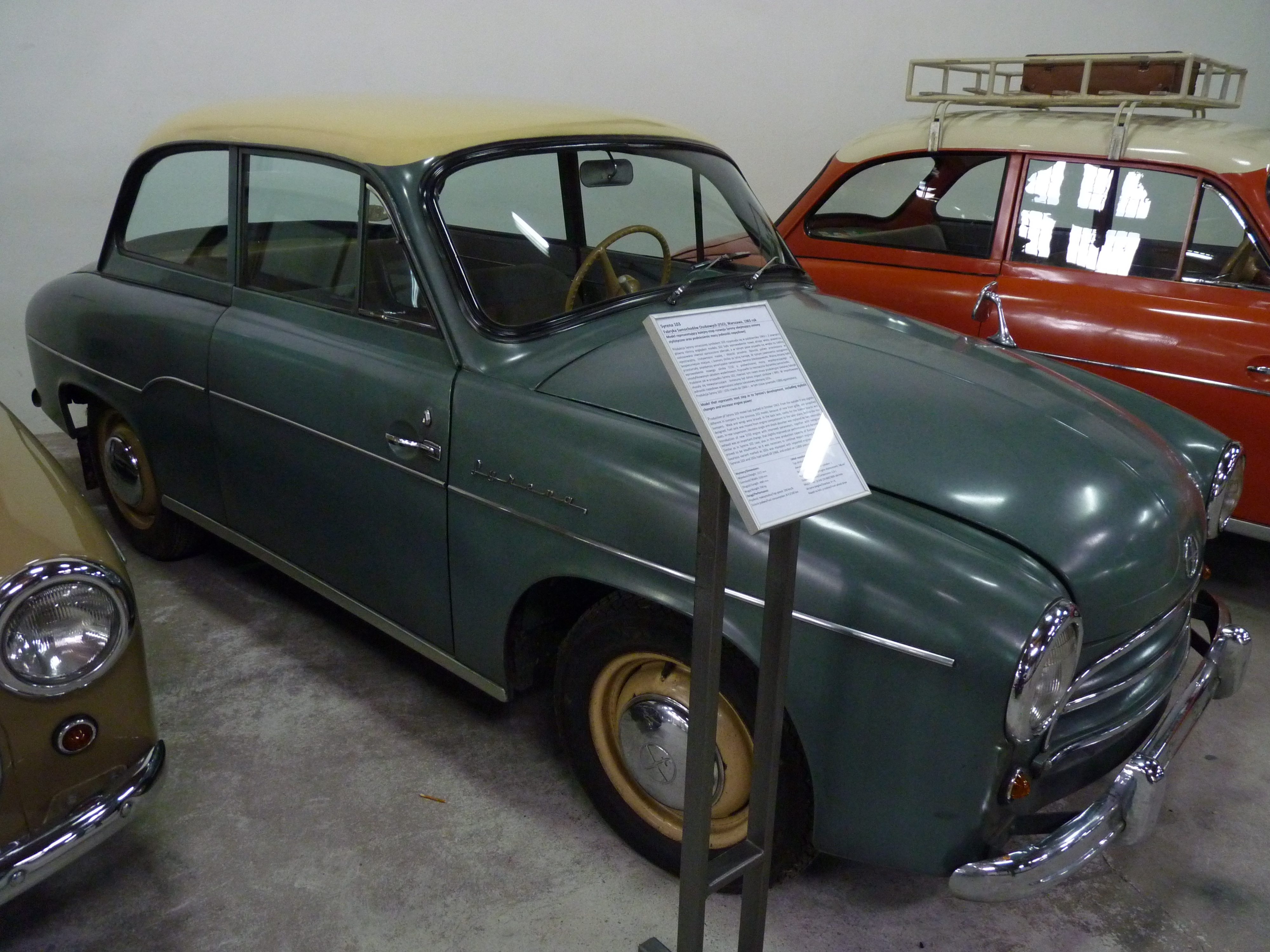
101, 102 und 103: Zierleiste, sofern vorhanden, unterhalb des Türgriffs mit Abwärtsschwung hinter der Tür, dann horizontal weiter
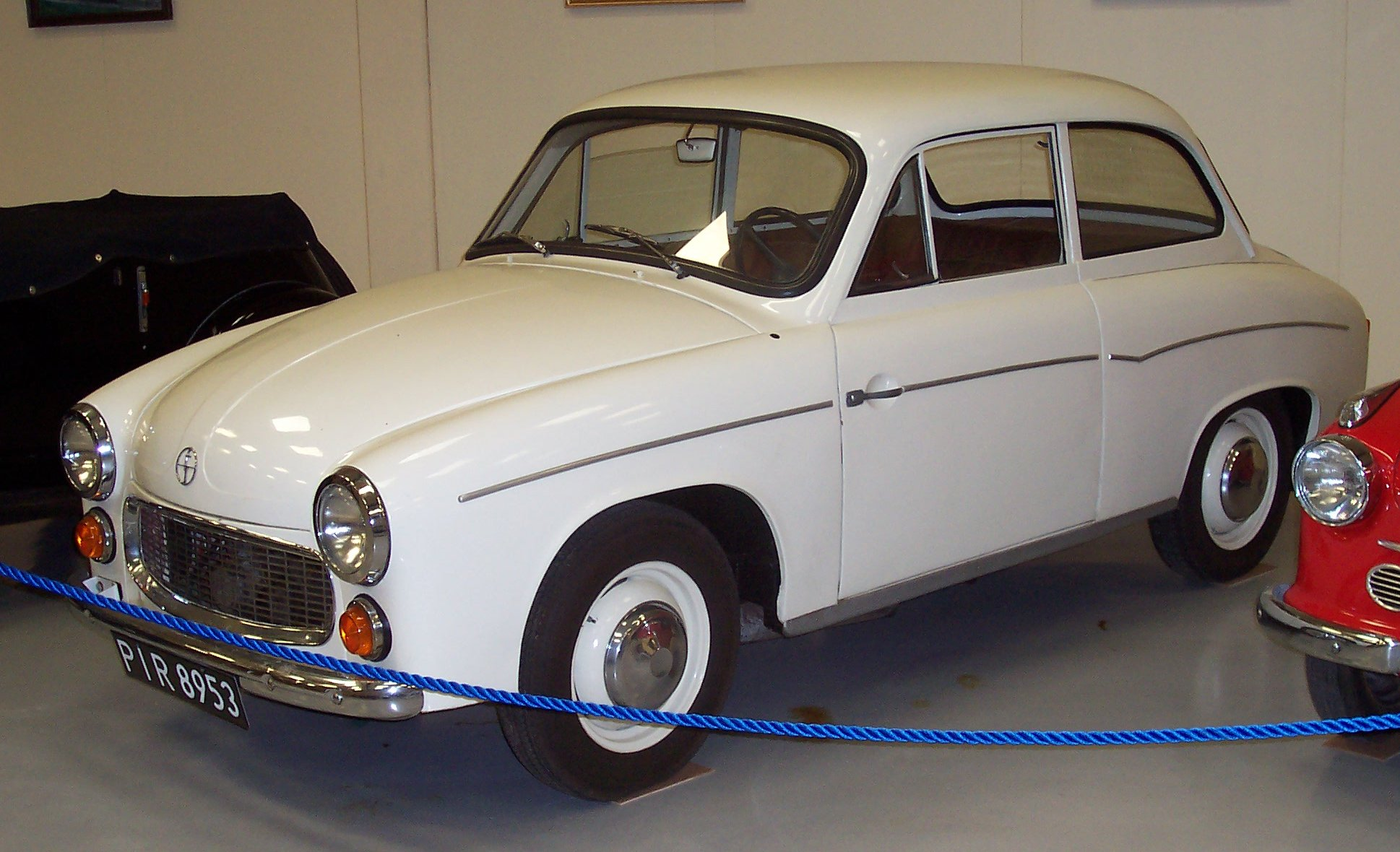
104: Zierleiste, sofern vorhanden, auf Höhe des Türgriffs mit kleinem Abwärtsschwung hinter der Tür, dann weiter abfallend
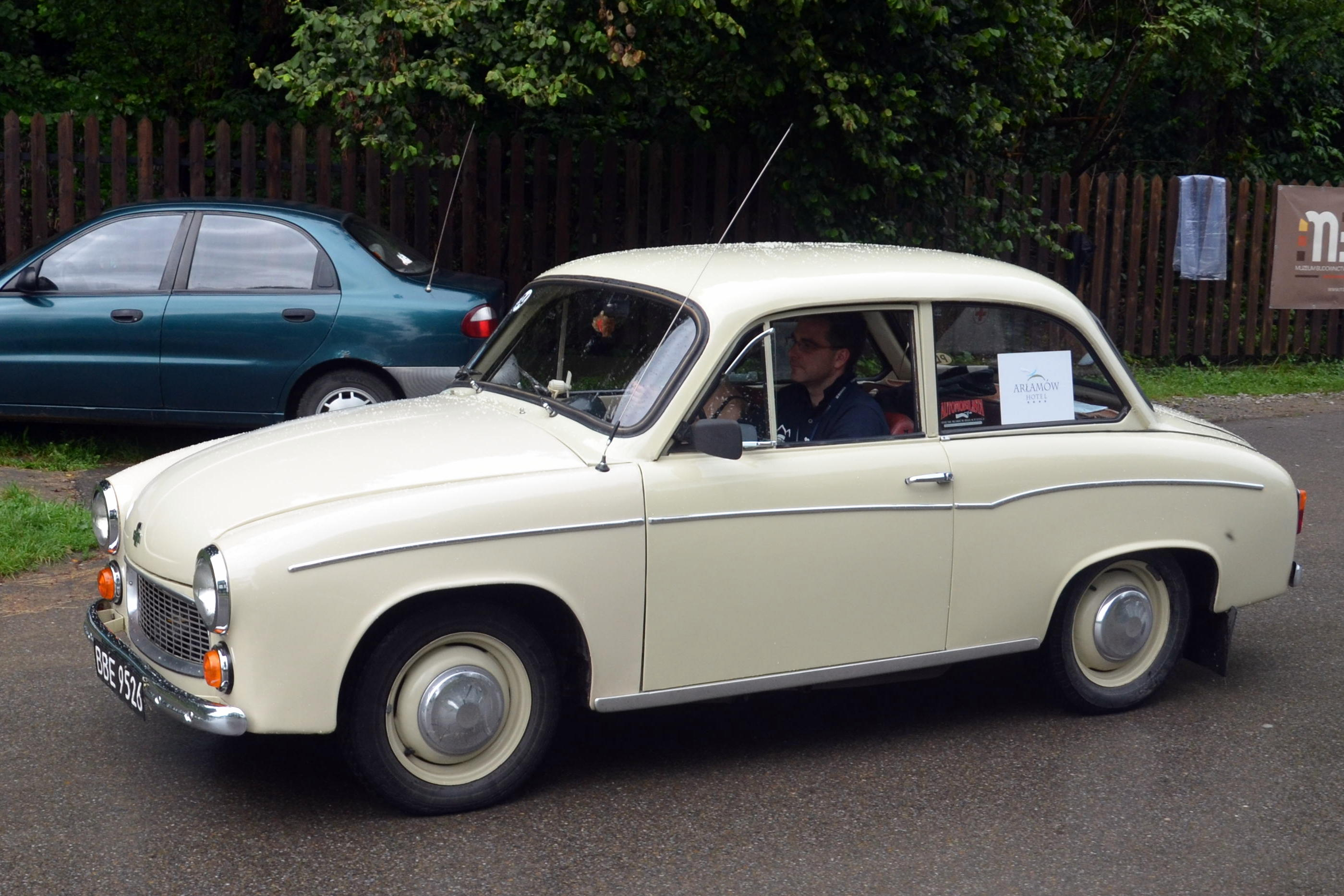
105: Tür vorne angeschlagen. Zierleiste, sofern vorhanden, wie beim 104, aber unterhalb des Türgriffs

- Fahrzeugheck
- 100:
Runder gelber Blinker über rechteckigem Rücklicht in rot, Kofferraumdeckel bis Stoßstange
- 101:
Runder gelber Blinker über rotem rechteckigen Rücklicht, oft Kofferraumdeckel kürzer, darunter Kfz-Kennzeichen
- 102:
Einzelne Rückleuchte mit gelbem und roten Bereich, Rückstrahler variieren
- 103, 104 und 105:
Tankstutzen zwischen Heckscheibe und Kofferraumdeckel

## Andere Aufbauten

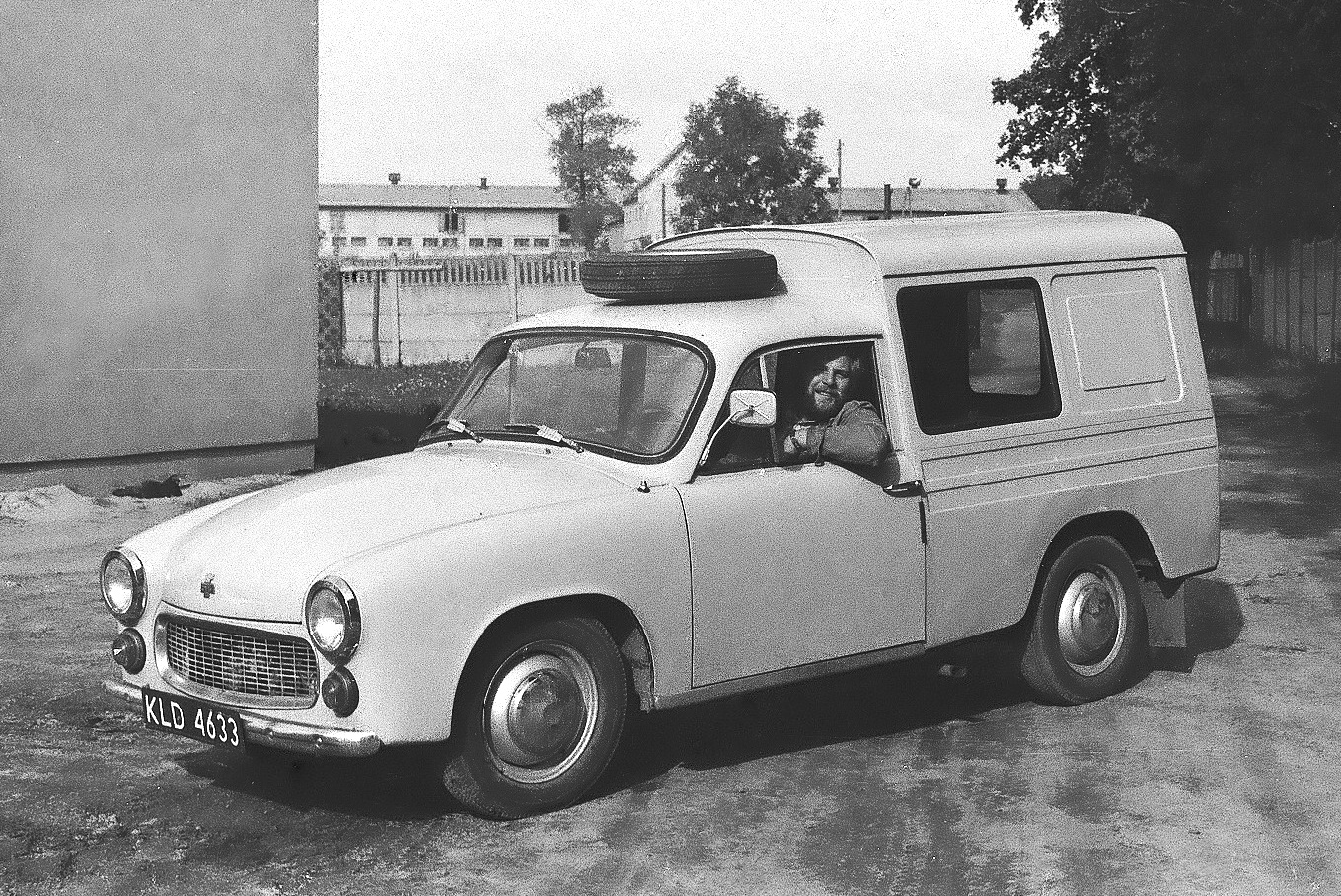
Syrena 105B Bosto

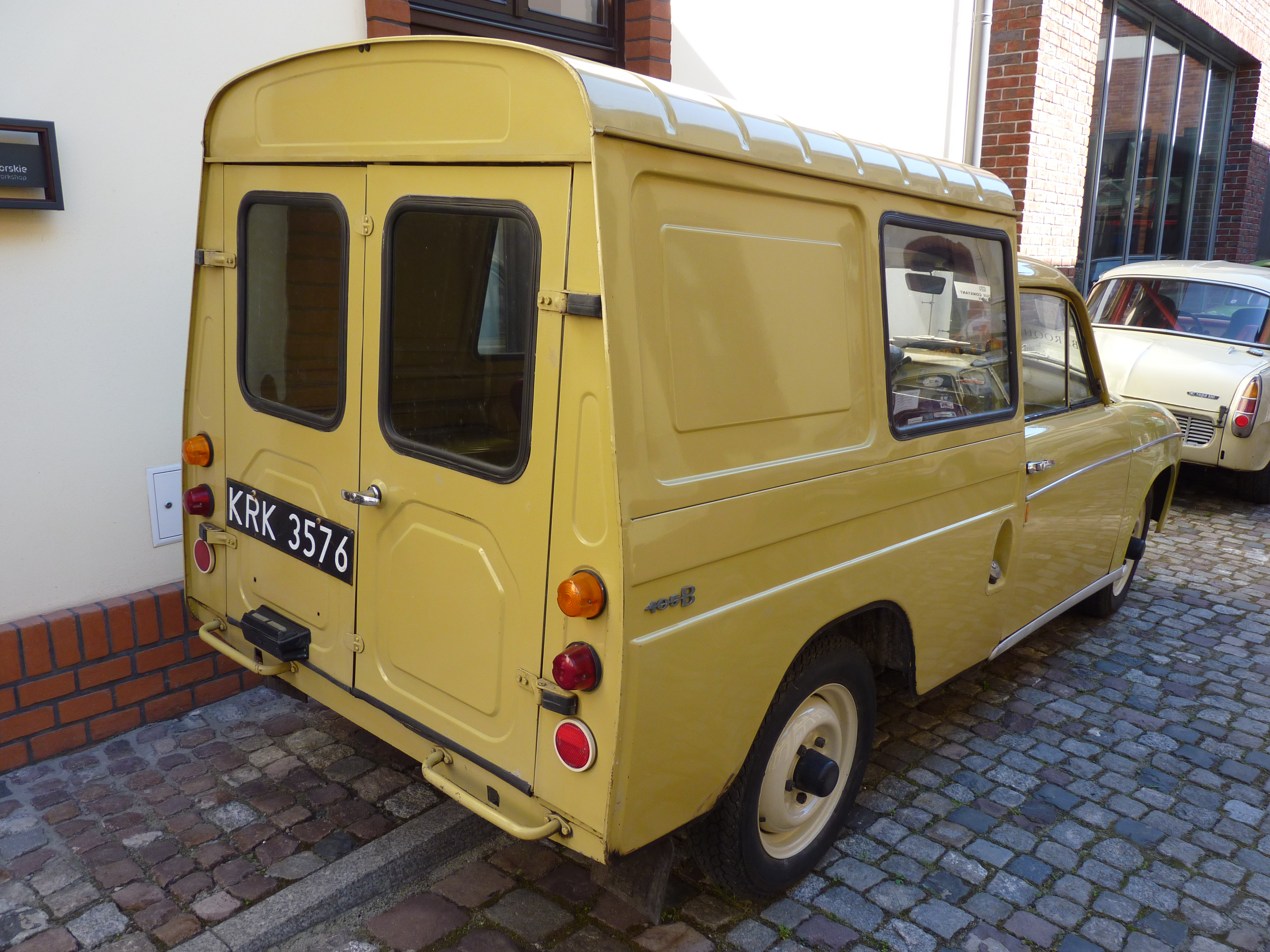
Syrena 105B Bosto

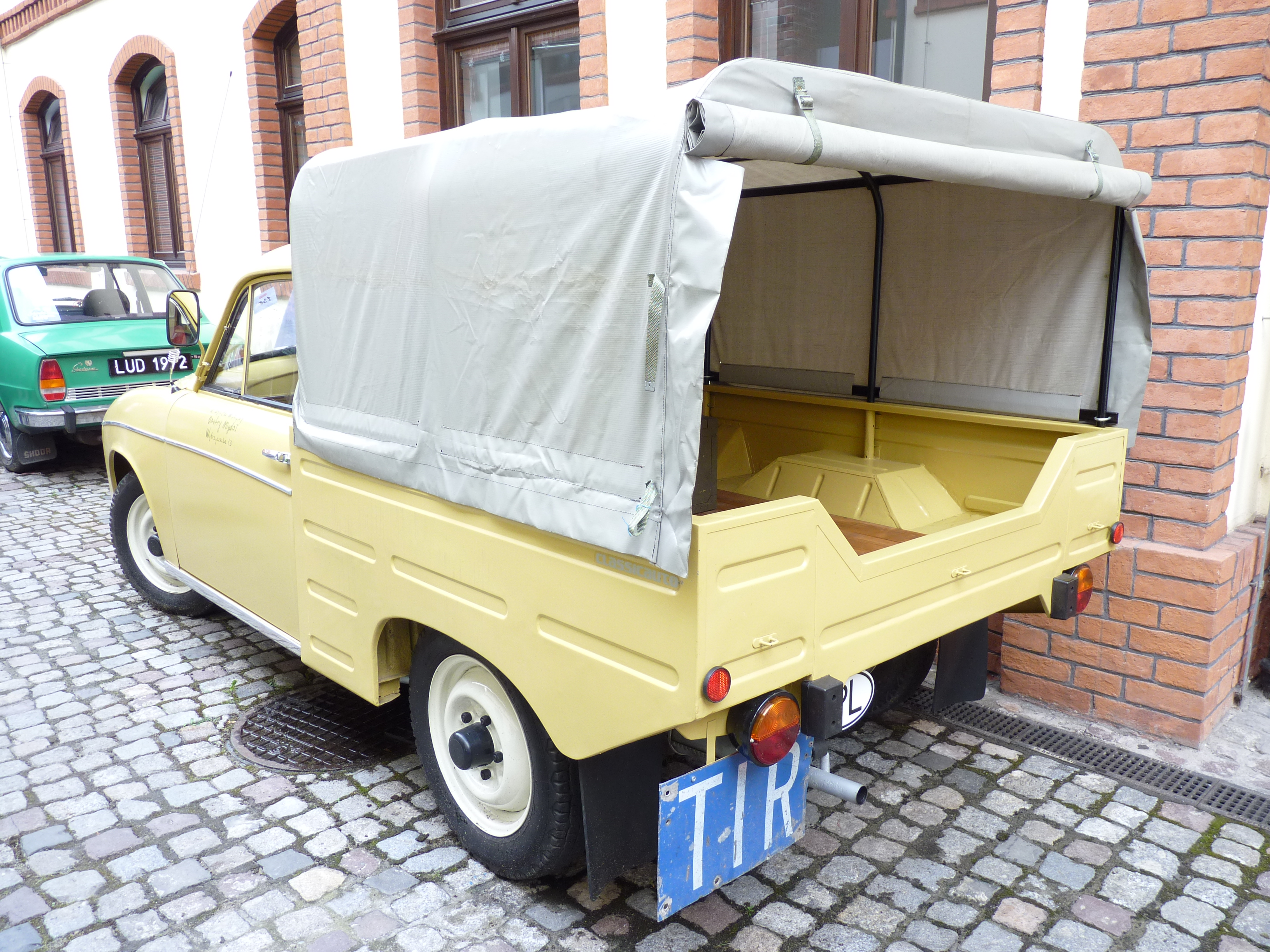
Syrena R-20 Pick-up

Bosmal fertigte auf Basis des 105 ab 1976 einen Kleintransporter. Der Wagen wurde 105 B bzw. 105 Bosto genannt. Das Reserverad war auf dem Dach der Fahrerkabine montiert. Der Laderaum hatte im vorderen Bereich Seitenfenster. Das Fahrzeug war auch mit Rücksitzen erhältlich. Es gibt Bilder von Fahrzeugen mit diesem Aufbau, aber an der B-Säule angeschlagenen Türen. Eine Quelle nennt diese Fahrzeuge 104 B.
Der Pick-up auf Basis des 105 wurde R-20 genannt.

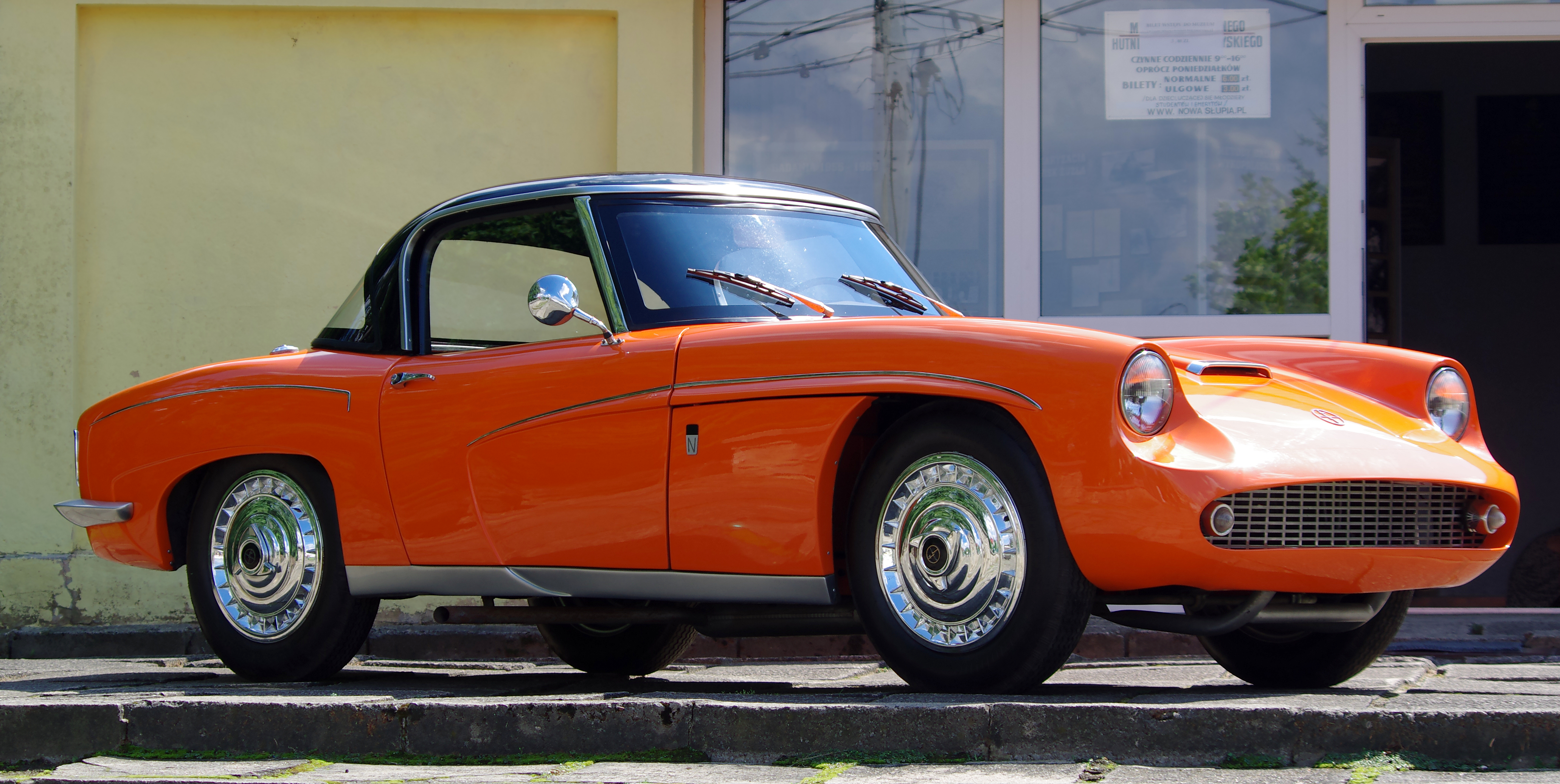
Syrena Coupé (Nachbau)

Besonderheit war ein Coupé. Es wurde auf einer Automobilausstellung in Brüssel präsentiert. Auf einen Plattformrahmen wurde eine zweisitzige Karosserie aus Kunststoff montiert. Der Radstand von 230 cm und die vordere Spurweite von 120 cm entsprach der Limousine. Die hintere Spurweite betrug 124 cm. Das Leergewicht war mit 710 kg angegeben. Abweichend war der Motor. Es war ein Zweizylinder-Boxermotor mit hängenden Ventilen, der im Viertakt arbeitete. Der Hubraum von 744 cm³ entsprach dem Motor der Limousine, wobei Bohrung und Hub nicht bekannt sind. Auch die Motorleistung ist nicht überliefert. Eine Quelle gibt das Jahr 1960 an. Die Automobil Revue listete das Fahrzeug in den Jahren 1961 und 1962 in ihren Katalogen.

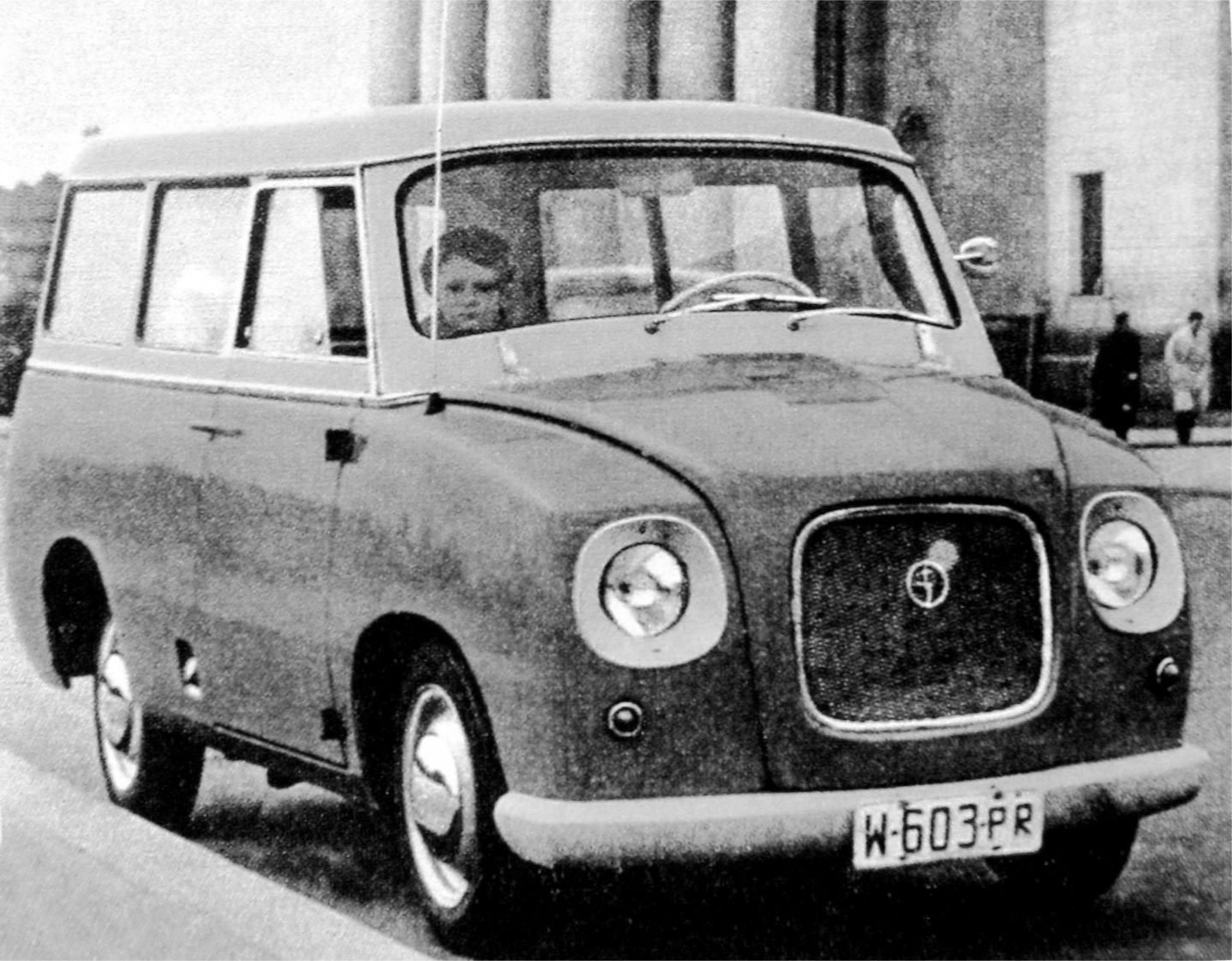
Minivan

Außerdem wurde ein Minivan im Stile des Lloyd LT entworfen. Bekannt sind Fotos von Fahrzeugen mit zwei unterschiedlichen polnischen Kennzeichen.

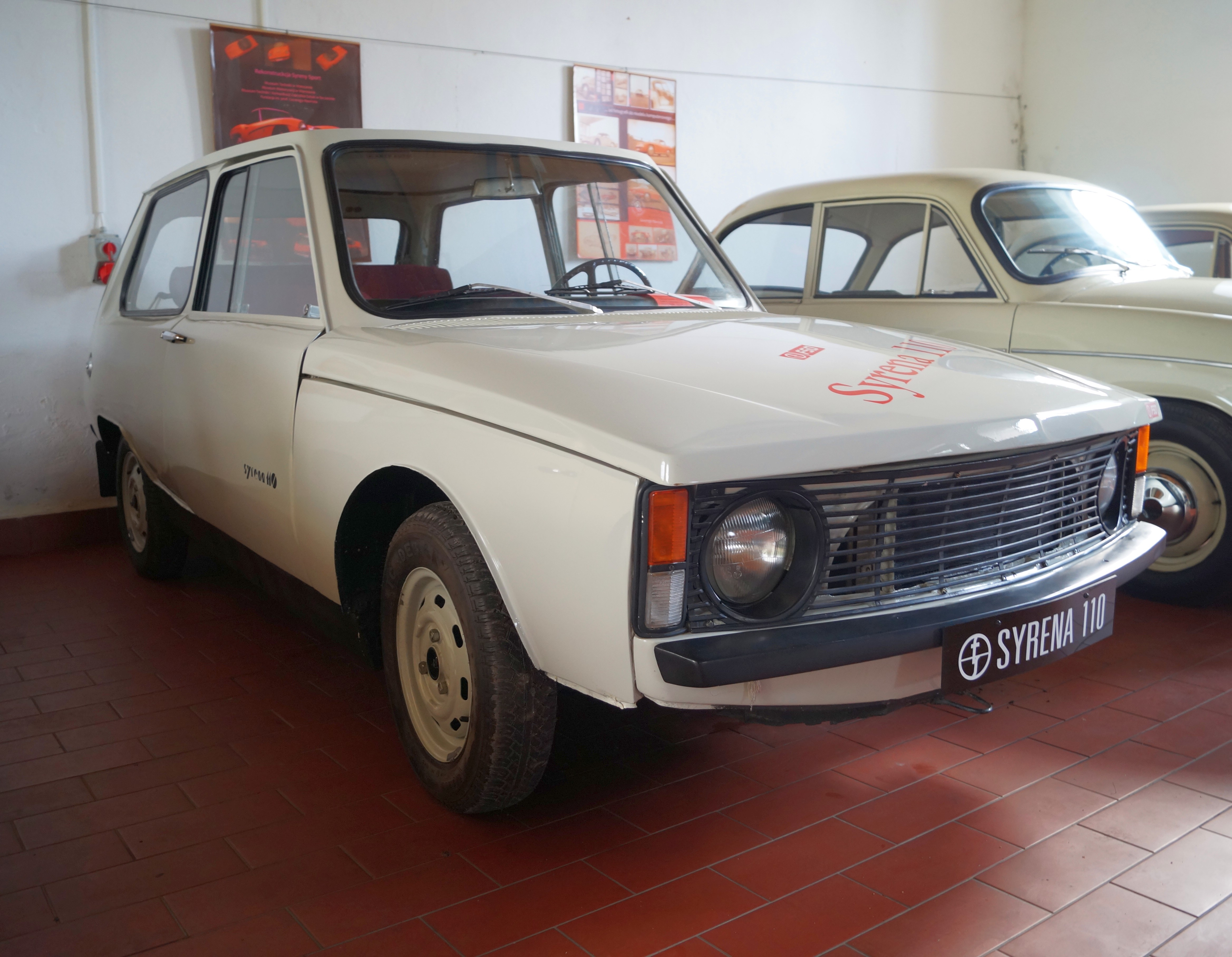
Syrena 110

Der 110 von 1965 war eine Kombilimousine mit großer Heckklappe. Eine Quelle gibt einen Vierzylinder-Viertaktmotor an. Hiervon existieren noch mindestens zwei Fahrzeuge, die sich im Bereich der Frontgestaltung, der seitlichen Positionsleuchten und der Außenspiegel unterscheiden.
Darüber hinaus gibt es Fotos eines 607 mit Schrägheck und Heckklappe. Die Seitenlinie ähnelt dem Glas 1004 als CL. Die Front mit den großen Blinkern entspricht den 104 und 105. Die Türen sind vorne angeschlagen. Es gibt Hinweise auf die Jahre 1970 und 1971.

## Stückzahlen
Laut zweier Quelle wurden bis 1972 bei FSO 177.234 Fahrzeuge hergestellt. Für die Zeit bei FSM werden 344.077 Fahrzeuge genannt. In der Summe sind das 521.311. Eine andere Quelle gibt für die Montage bei FSO die Anzahl je Modell an und kommt auf eine Summe von 171.942.
Im Jahr 1957 wurden 200 Syrena hergestellt. Für das Jahr 1965 sind die Produktionszahlen mit 11.800 Fahrzeugen angegeben. Die Modellüberarbeitung erzielte im Jahr 1966 die Stückzahl von 6000 Fahrzeugen. 1978 lag die Produktionszahl bei 38.000 Fahrzeugen.
Nachstehend die Produktionszahlen der einzelnen Modelle beim Hersteller FSO:

| Jahr   | 100   | 101   | 102    | 102 S | 103    | 103 S | 104     | 105   | Summe   |
| ------ | ----- | ----- | ------ | ----- | ------ | ----- | ------- | ----- | ------- |
| 1957   | 200   |       |        |       |        |       |         |       | 200     |
| 1958   | 660   |       |        |       |        |       |         |       | 660     |
| 1959   | 3.010 |       |        |       |        |       |         |       | 3.010   |
| 1960   | 1.025 | 3.000 |        |       |        |       |         |       | 4.025   |
| 1961   |       | 4.922 |        |       |        |       |         |       | 4.922   |
| 1962   |       | 425   | 5.185  |       |        |       |         |       | 5.610   |
| 1963   |       |       | 5.956  | 141   | 2.223  |       |         |       | 8.320   |
| 1964   |       |       |        |       | 9.124  | 391   | 6       |       | 9.521   |
| 1965   |       |       |        |       | 11.788 |       | 20      |       | 11.808  |
| 1966   |       |       |        |       | 6.632  |       | 6.722   |       | 13.354  |
| 1967   |       |       |        |       |        |       | 13.843  |       | 13.843  |
| 1968   |       |       |        |       |        |       | 16.183  |       | 16.183  |
| 1969   |       |       |        |       |        |       | 18.023  |       | 18.023  |
| 1970   |       |       |        |       |        |       | 20.346  |       | 20.346  |
| 1971   |       |       |        |       |        |       | 25.117  |       | 25.117  |
| 1972   |       |       |        |       |        |       | 13.429  | 3.571 | 17.000  |
| Summen | 4.895 | 8.347 | 11.141 | 141   | 29.767 | 391   | 113.689 | 3.571 | 171.942 |

## Modellbezeichnung oder Markenname?
In der Literatur gibt es unterschiedliche Ansichten darüber, ob Syrena Modellbezeichnung oder Markenname war. Sicher ist, dass die Serienfahrzeuge entweder das FSO-Logo oder das FSM-Logo an der Front trugen. In der Beaulieu-Enzyklopädie zu Automarken stammen die Texte zu polnischen Fahrzeugen vom gebürtigen Polen Robert Przybylski, der meint, dass Syrena nur eine Modellbezeichnung war.

## Versuchte Neuauflage
2014 stellte das Unternehmen AMZ-Kutno in Kutno den Prototyp eines Retromodells vor, das als „Syrena des 21. Jahrhunderts“ entwickelt wurde und als „modernes Äquivalent“ gedacht war.